# ブラギ (小惑星)
ブラギ (4572 Brage) は、小惑星帯の小惑星。デンマークのブロルフェルド天文台でポール・イェンセンが発見した。
北欧神話に登場する詩吟の神、ブラギに因んで名付けられた。